# Jeder stirbt für sich allein (1976)
Jeder stirbt für sich allein ist ein Film des Regisseurs Alfred Vohrer, gedreht im Jahr 1975 nach dem gleichnamigen Roman von Hans Fallada. Die Uraufführung fand am 21. Januar 1976 in der Berliner Filmbühne Wien statt.  Der Film basiert wie das Buch auf dem wirklichen Leben der Berliner Eheleute Otto Hermann Hampel und Elise Hampel. Hans Fallada schrieb den Roman Ende 1946; er gilt als das erste Werk eines deutschen nicht-emigrierten Schriftstellers, das den Widerstand gegen den Nationalsozialismus thematisiert.

## Handlung
Der Film spielt 1940 in Berlin während des Zweiten Weltkriegs. Der Diktator Hitler steht auf dem Höhepunkt seiner Macht. Der Widerstand gegen den Nationalsozialismus in seinen verschiedenen Formen hat gegen das NS-Regime einen schweren Stand. Das Ehepaar Anna (dargestellt von Hildegard Knef) und Otto Quangel lebt in einfachen Verhältnissen, ohne sich besonders für die Politik zu interessieren. Als jedoch ihr einziger Sohn Otti im Frankreichfeldzug fällt, wächst mit der Trauer um den Sohn der innere Widerstand zum Nazi-Regime. Als auch eine jüdische Nachbarin durch Suizid zu Tode kommt, beschließt Anna aktiv Widerstand zu betreiben. Sie schreibt ganz persönliche Flugblätter auf Feldpostkarten, die sie zunächst allein und später mit ihrem Mann in Treppenhäusern auslegt und in Haus-Briefkästen in Berlin wirft. Die beiden werden jedoch entdeckt und kommen in Haft. Am Ende werden sie in einem Schauprozess zum Tode verurteilt. Otto Quangel tötet sich noch im Gerichtssaal mit einer Zyankalikapsel; Anna wird zwei Monate später hingerichtet (auf Grund des Unrechtsurteils ermordet).

## Unterschiede zur Romanvorlage
- Im Roman hat Otto die Idee mit den Karten und will, wenngleich Anna ihn dabei unterstützt hat, die Schuld komplett auf sich nehmen. Da der Film Anna mehr in den Vordergrund rückt, ist auch in sich schlüssig, dass die letzte Szene des Films sie zeigt und nicht wie im Buch Otto.
- Im Roman übergibt Kammergerichtsrat Fromm beiden Ehepartnern persönlich das Gift, welches Anna aus ihrem Zellenfenster kippt, während Otto mit der Einnahme bis zur Hinrichtung warten will, aber schließlich den Zeitpunkt verpasst.
- Trudel verliert im Roman das Kind und ihr wird Vorsatz unterstellt. Im Film bericht Kammergerichtsrat Fromm Anna von der Geburt Trudels Sohnes. Dies kann aber ebenso wie dass sie Otto vor ihrer Hinrichtung noch einmal wiedersehen wird, eine Lüge sein, um ihr die Haft zu erleichtern. Im Roman begeht Trudel, nachdem sie einige Zeit die Zelle mit Anna geteilt hat, Suizid.
- Anders als im Buch gibt es im Film Szenen mit Otti. Im Buch beginnt die Handlung erst mit der Zustellung des Briefes durch Eva Kluge, die im Buch eine wesentlich größere Rolle hat.
- Die Barkhausens heißen im Film "Borkhausen" und Baldur ist Emils Sohn, da es die Persickes im Film nicht gibt.
- Im Film wird Otto des Mordes an Enno bezichtigt, was Schröder dazu veranlasst, mit dem Kammergerichtsrat zu kollaborieren, was im Roman nicht passiert.
- Insgesamt nimmt Schröder im Film eine viel tragendere Rolle ein, während im Roman Escherich vorübergehend durch Kriminalrat Zott ersetzt.

## Kritiken
- Lexikon des internationalen Films: „Sehr auf sentimentale Effekte bedachte Romanverfilmung.“[2]

- Reclams Lexikon des deutschen Films (1995) bezeichnete Jeder stirbt für sich allein als Alfred Vohrers anspruchsvollstes Werk: „Zwar etwas sentimental angelegt, aber ohne reißerische Momente, wird die Filmadaption Falladas Vorlage nahezu gerecht. Besonders eindringlich ist die konzentrierte und schnörkellose Rollengestaltung Hildegard Knefs.“

## Weitere Verfilmungen
- 1962: Jeder stirbt für sich allein entstand in der Bundesrepublik unter der Regie von Falk Harnack. Anna und Otto Quangel wurden hier von Edith Schultze-Westrum und Alfred Schieske dargestellt. In weiteren Rollen waren u. a. Anneli Granget, Hartmut Reck, Martin Hirthe, Werner Peters, Sigrid Pein und Benno Hoffmann zu sehen.

- 1970: Jeder stirbt für sich allein entstand in der DDR bei der DEFA ein TV-Mehrteiler unter Regisseur Hans-Joachim Kasprzik. Das Ehepaar Quangel spielten Elsa Grube-Deister und Erwin Geschonneck. Weitere Darsteller waren hier u. a. Wolfgang Kieling, Dieter Franke, Barbara Adolph, Wolfgang Greese, Fred Delmare, Christine Schorn, Fred Düren, Günther Simon und Rolf Hoppe.

- 2016: Jeder stirbt für sich allein ist ein deutsch-französisch-britischer Spielfilm von Vincent Perez mit Emma Thompson und Brendan Gleeson in den Hauptrollen.

## Hintergrund
So sahen die Postkarten der Hampels 1940/41 im Original aus:

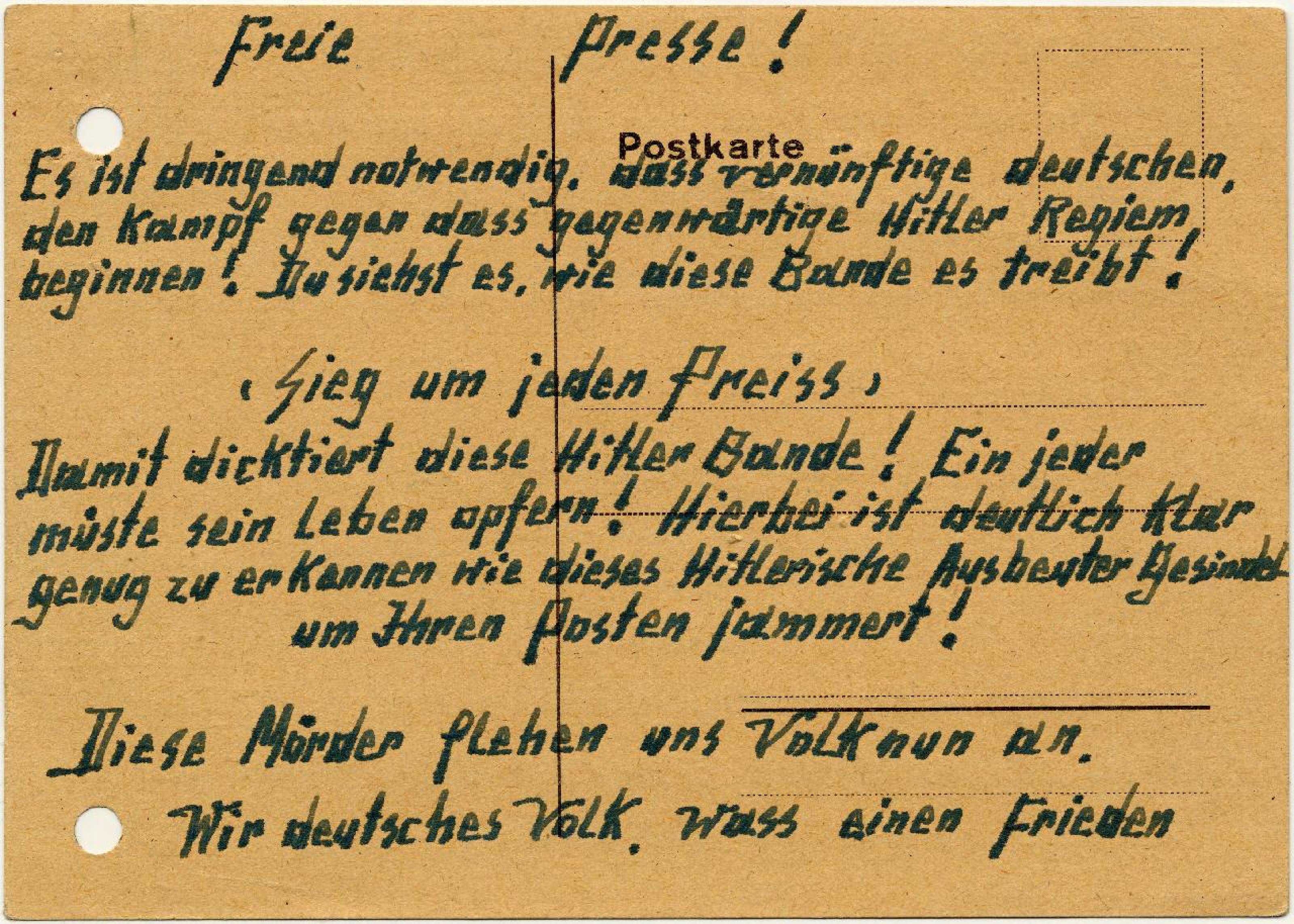
Postkarte
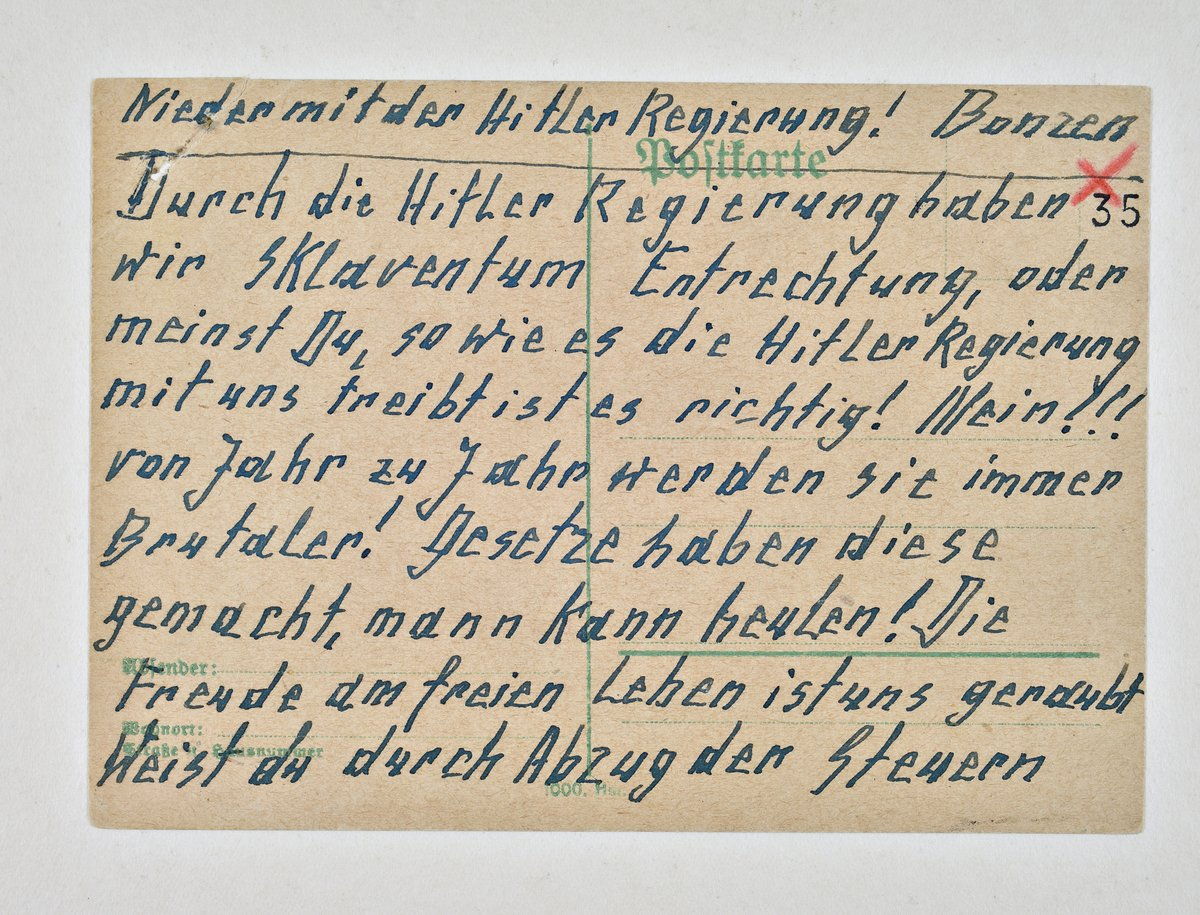
Postkarte